# キラズ・メヴシミ
『キラズ・メヴシミ』（トルコ語: Kiraz Mevsimi）は、トルコのテレビドラマ。フォックスで2014年7月4日から2015年11月28日まで放送された。

## 登場人物
アヤズ・ディンチェル
演：セルカン・チャヨグル
オーキュー・アチャール
演：オズゲ・グレル
シェマ・チェティン
演：ニルペリ・サヒンカヤ
メテ・ウヤル
演：ダガン・キュレジェチ